# Hoogbouw camping

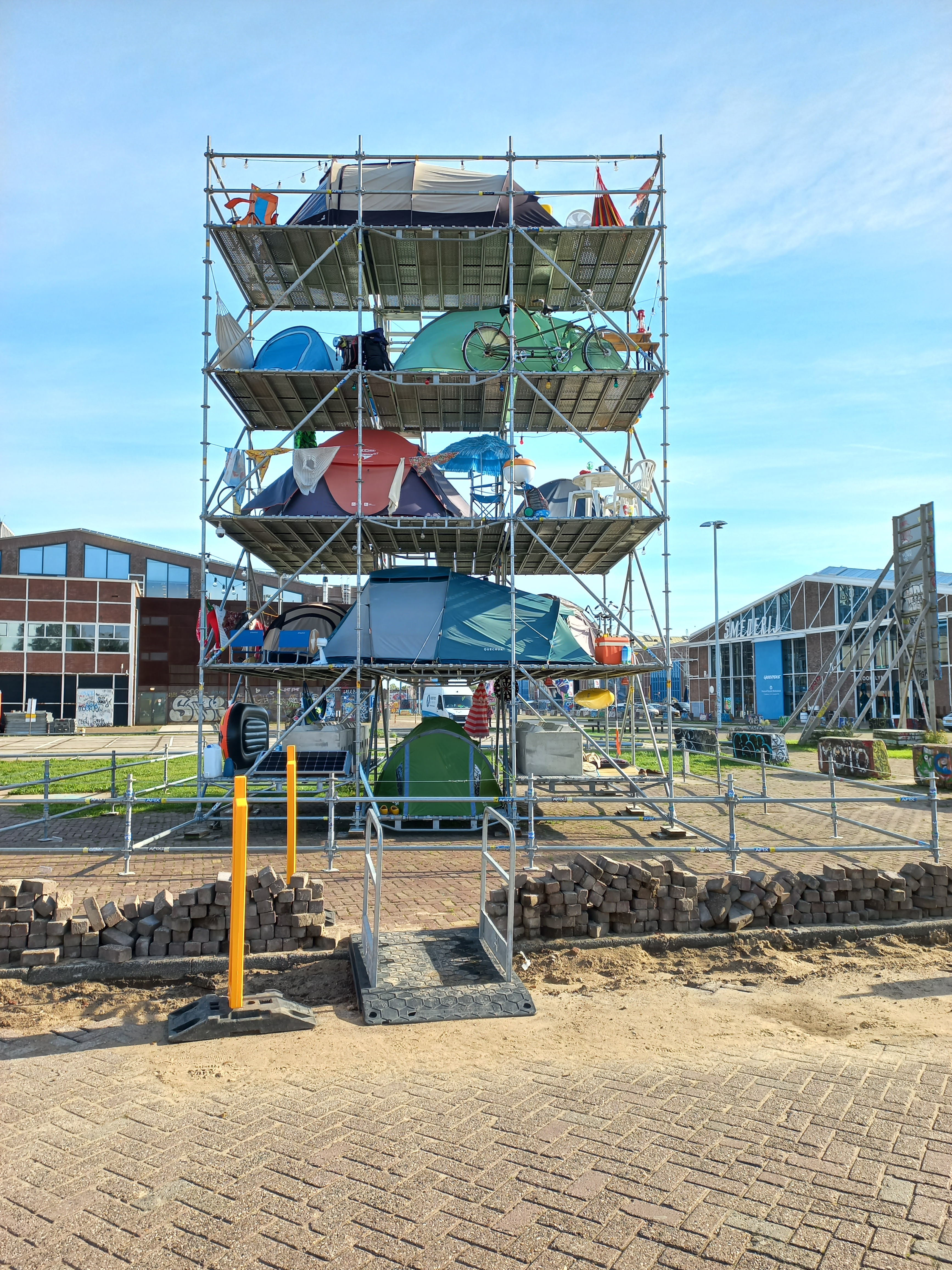
Hoogbouw camping op NDSM-plein, Amsterdam (september 2023)

Hoogbouw camping: Nature city (2023) van Willem de Haan is een artistiek en bouwkundig kunstwerk in één.
De stellage is het antwoord van kunstenaar Willem de Haan (1996, ArtEZ Academie voor beeldende kunsten Arnhem) op de almaar oprukkende landbouwproductie waardoor recreatie in het gedrang komt. Hij ontwierp daarop een verticale camping. Het kunstwerk is recyclebaar, kan ergens opgetuigd worden, daarna weer afgebroken worden om vervolgens elders weer in elkaar gezet te worden. Het stond (deels) bijvoorbeeld in de IJsselbiënnale, een kunstroute. 
In september 2023 bouwde De Haan zijn camping op het NDSM-plein in Amsterdam-Noord. Hij ging daarbij zijn kunstwerk in een ander licht zien. Dat deels nog open terrein werd in de eerste decennia van de 21e eeuw volgebouwd met hoogbouw, alles in kader van stadsverdichting. De kunstenaar zag daarin een overgang van horizontaal (laagbouw, geen bouw) naar verticaal (hoogbouw). Hij kon voorts meeliften op de protesten aldaar tegen de mogelijke komst van het Erotisch Centrum (verticaal gestructureerd) vanaf De Wallen (horizontaal gestructureerd), al was de plaatsing daarvan daar ten tijde van deze camping niet definitief.  
De camping is verdeeld over vijf verdiepingen waarop een wirwar aan soorten tenten staan. Rondom de tenten staan allerlei campingattributen zoals een (vastgemonteerde) fiets, een sup en een kratje Amstelbier (verwijzend naar Amsterdam). Het geheel maakt de indruk in gebruik te zijn; er werd naar de kunstenaar gebeld voor overnachtingen. De Haan weet dat er soms daklozen in de tenten (proberen te) slapen, hoewel het toelichtingenbord het nadrukkelijk verbiedt. Het werk werd in september 2023 opgebouwd op het Smederijplein (officieuze benaming) en wordt op 22 oktober 2023 weer afgebroken om wellicht elders weer opgebouwd te worden.
Overigens gaf De Haan aan dat hij weet waar hij over praat; zijn grootouders hadden een boerencamping in Egmond. De Haan was al eerder te zien op genoemd plein; hij bouwde er in 2019 een denkbeeldige vertrek- en aankomsthal van Airport Noord. Ander werk is/was het "Metrostation Eekteweg" in een boerenlandschap in Salland, 100 kilometer verwijderd van enig ander metrostation. In 2023 maakte hij ook een installatie voor het Kaapstad Festival in Tilburg, bezoekers moesten in demontabele urinoirs als het ware wildplassen.